# Paraliparis devriesi
Paraliparis devriesi är en fiskart som beskrevs av Andriashev, 1980. Paraliparis devriesi ingår i släktet Paraliparis och familjen Liparidae. Inga underarter finns listade i Catalogue of Life.